# Merseyside derbi
Merseyside derbi je nogometna utakmica između engleskih nogometnih klubova Evertona i Liverpoola, dva najuspješnija kluba okruga Merseyside. To je gradski derbi s najduljim neprekinutim nizom, od 1962. godine, kada se Liverpool vratio u First Division (kasnije FA Premier Liga). 
Merseyside derbi se naziva i "prijateljski derbi", zbog velikog broja obitelji koje imaju članove u oba navijačka tabora. Stoga nije neobično vidjeti kako navijači jedne i druge momčadi sjede zajedno za vrijeme utakmice.
Za razliku od drugih gradskih derbija, nasilje među navijačima je rijetko. Nakon Heyselskih nemira, navijači Evertona su Liverpoolove huligane označili kao glavne krivce za suspenziju engleskih klubova iz europskih klupskih natjecanja, što je uvelike oštetilo izuzetnu momčad Evertona iz sredine 1980-ih. Odnosi su se ipak popravili 1989. nakon tragedije na stadionu Hillsborough u Sheffieldu, gdje je u stampedu poginulo 96 navijača Liverpoola. Navijači Evertona su u znak sućuti okitili navijačkim šalovima park Stanley, koji razdvaja stadione dva kluba, Anfield i Goodison Park.
Oba su kluba bogate povijesti, Liverpool je trofejniji, s 18 titula prvaka Engleske i 5 trofeja Kupa/Lige prvaka, a Everton se u najjačoj engleskoj ligi natječe preko sto sezona, više no ijedan engleski klub. 
Od ukupno 206 odigranih Merseyside derbija, Liverpool je pobijedio 79 puta, Everton 64 puta, a 63 utakmice su završile neriješeno.

## Vanjske poveznice
- Everton F.C.
- Liverpool F.C.